# Povijest Azerbajdžana
Azerbajdžan (azer. Azərbaycan) je država smještena na istoku kavkaske regije euroazijskog kontitenta. Istočne obale mu zapljuskuje Kaspijsko jezero, dok na kontinentalnom dijelu graniči s Dagestanom na sjeveru, Gruzijom na sjeverozapadu, Armenijom i Turskom na jugozapadu, te Iranom na jugu. Dom je različitih etničkih skupina. Većinu njih čine Azeri, turkijska etnička skupina koja ima 9 milijuna pripadnika u nezavisnoj republici Azerbajdžanu.
Područje Azerbajdžana u 8. stoljeću pr. n. e. naseljavala su plemena Medijaca. U 7. stoljeću naše ere, dok je ovo područje bilo pod vlašću Perzije, osvajaju ga Arapi, koji sa sobom donose islamsku kulturu. U 11. stoljeću ga osvajaju Seldžuci. U svojim pohodima napali su ga i Mongoli (1231.), te Timur Lenk (potkraj 14. stoljeća).  Od 15. do 18. stoljeća ovim područjem prožimaju se osmanski i perzijski utjecaji. Od 17. stoljeća nakratko je pod vlašću Perzije, koji su vladali sve do Perzijsko-ruskog rata (1804.-1813.), poslije kojeg je mirovnim ugovorom ovo područje predano Rusiji. Granica koja je tada nastala održala se do danas. Nakon Listopadske revolucije 1917. godine, u Azerbajdžanu djeluju radnički sovjeti. Sovjetsku su vlast uz pomoć Britanaca 1. srpnja 1918. godine srušili musavatisti, pripadnici azerbajdžanske muslimanske demokratske partije "Musavat" (Jednakost), koji su proglasili neovisnost države. Od svibnja 1920. ponovo je pod vlašću Sovjeta, a Azerbajdžan postaje Sovjetska Socijalistička Republika Azerbajdžan. 1922. godine, ujedinjen je s Gruzijskom i Armenskom sovjetskom socijalističkom republikom, te su zajedno tvorile Zakavkasku SFSR, koja se raspala 1936. godine, kada Azerbajdžan postaje konstitutivna republika u sastavu SSSR-a. 30. kolovoza 1991. godine Azerbajdžan proglašava neovisnost od Sovjetskog Saveza. Netom prije, Azeri su ušli u sukobe zbog azerbajdžanske regije Gorski Karabah, koji je pretežno naseljen Armencima, i do danas taj spor nije riješen.

## Prapovijest

### Paleolitik
Špilja Azykh na teritoriju Fizulinskog distrikta smatra se mjestom jedne od najstarijih proto-ljudskih naseobina u Euroaziji. Ostatci pra-acheuléenske kulture nađeni su u najnižim slojevima špilje Azykh i stari su najmanje 700.000 godina. Godine 1968., Mamadali Huseinov otkrio je čeljust pračovjeka od prije 300.000 godina, što se smatra najstarijim ljudskim ostatcima na području bivšeg Sovjetskog Saveza.

### Eneolitik
Eneolitik ili razdoblje bakrenog doba (6. – 4. tisućljeće pr. n. e.) je razdoblje tranzicije iz kamenog doba u brončano doba. U Azerbajdžanu su otkrivena mnoga eneolitička naselja, a artefakti datirani ugljikom pokazuju da su ljudi u to doba izgradili domove, izrađivali alat od bakra i šiljaste strijelice.

### Od brončanog do željeznog doba
Utjecaj starih naroda i civilizacija, uključujući Sumerane i Elamite, odrazio se i na područje Azerbajdžana. Mnogi kavkaski narodi pojavili su se kao najraniji stanovnici Zakavkazja, a među njima su najznačajniji predstavnici bili Kavkaski Albanci.
U 8. stoljeću pr. n. e. polunomadski Kimerijci i Skiti naselili su područje kraljevstva Manejaca. Asirci su također imali civilizaciju koja je imala procvat na području zapadno od jezera Urmije, u stoljećima prije stvaranja Medije i Kavkaske Albanije. Većina starih dokumenata i natpisa korištenih u povijesnim analizama ovog područja dolazi od Asiraca i kraljevstva Urartu. Većina zapadnih učenjaka koji se bave poviješću Azerbajdžana, referira se na grčke, arapske, perzijske, armenske i rimske izvore.
Iz vremena paleolitika, na području Azerbajdžana, nalazimo tragove u Aveidagu, Taglaru, Damjiliyu, Daš Salahliju i ostalim područjima. Rezbareni crteži urezani su na stijenama u Gobustanu, južno od Bakua, a na njima su predstavljeni prizori lova, ribolova, rada i plesa. Datiraju se u razdoblje mezolitika.
Za Kavkaske Albance se smatra da su najstariji stanovnici Azerbajdžana. Rani osvajači, uključujući i Skite, pojavili su se u 9. stoljeću pr. Kr. Zakavkazje su osvojili Ahemenidi oko 550. godine pr. n. e. Za vrijeme tog razdoblja, Azerbajdžanom se širi zoroastrizam. Ahemenide je porazio Aleksandar Veliki 330. godine pr. n. e. Nakon pada Seleukovića u Perziji 247. godine pr. n. e., Armensko kraljevstvo uspostavlja kontrolu nad dijelovima modernog Azerbajdžana, između 190. godine pr. n. e. i 428. godine naše ere. To Armensko kraljevstvo, kojim je vladala dinastija Arasakida bila je ogranak istoimene dinastije u Partskom Carstvu. Pod Partskim Carstvom Azerbajdžan se nalazio dugo stoljeća. Kavkaski Albanci osnovali su svoje kraljevstvo u 1. stoljeću pr. n. e., koje je u velikoj mjeri bilo nezavisno, doduše kao vazalna država, sve dok Partsko Carstvo nisu svrgnuli Sasanidi i učinili Kakvasku Albaniju provincijom 252. godine. Vladar Kavkaske Albanije, kralju Urnair, službeno je prihvatio kršćanstvo kao državnu religiju u 4. stoljeću, a Albanija će ostati kršćanska država sve do 8. stoljeća. Kavkaska Albanija zadržala je svoju monarhiju sve dok je bila u potpunosti podređena Sasanidskoj Perziji. Sasanidska kontrola završila je njihovim porazom od muslimana Arapa 642. godine, pa je cijelo carstvo, uključujući i Azerbajdžan, osvojen u njihovom pohodu na Perziju.
Sukcesivne migracije i naseljavanja euroazijskih i centralnoazijskih nomada su se nastavila, a provlače kroz povijest Kavkaza od Sasanidskog Carstva do pojave Azerskih Turaka u 20. stoljeću. Među iranskim nomadima koji su upadali u Azerbajdžan bili su Skiti, Alani i Kimerijci. Altajski nomadi, poput Hazara i Huna, upali su tijekom Hunske i Hazarske ere. Zidovi i utvrde Darbanda izgrađeni su tijekom Sasanidske ere kako bi blokirali nomade koji su dolazili sa Sjevernog Kavkaza. Međutim, takva naselja nisu bila stalnog tipa.

## Antika

### VladavinaAhemenidaiSeleukovića
Nakon rušenja Medijskog Carstva, u Azerbajdžan provaljuje perzijski veliki kralj Kir Veliki iz dinastije Ahemenida (6. stoljeće pr. n. e). Ovo najranije perzijsko carstvo imalo je snažan utjecaj na lokalno stanovništvo. Širi se religija zoroastrizam, kao i različiti kulturni perzijski utjecaji. Većina stanovništva Kavkaske ALbanije postalu su štovatelji vatre, što bi mogao biti znak njihove vjere u zoroastrizam, jer štovnog boga te vjere, Ahuru Mazdu predstavlja simbol vatre. Ovo carstvo je trajalo više od 250 godina, a kasnije ga je osvojio Aleksandar Veliki, što je dovelo do porasta helenističke kulture diljem Perzijskog carstva. Nakon smrti Aleksanda Velikog, područjem Kavkaza vlada grčka dinastija Seleukovića, sve do 3. stoljeća pr. n. e., kada kavkaska plemena uspostavljaju nezavisno carstvo, po prvi puta od invazije Medijaca.

### Kavkaska Albanija,  Partsko Carstvo i Sasanidska osvajanja
Albansko kraljevstvo je nastojalo okupiti narode s izraženim kavkaskim identitetom u veliko carstvo. Međutim, u 2. ili 1. stoljeću pr. n. e., Armenci su znatno smanjili albanska područja osvajanjem područja Karabakha i Utika, koja su bila naseljena raznim albanskim plemenima poput Udina, Gargarina i Kaspijcima. Do tog vremena, granica Armenije i Kavkaske Albanije bila je na rijeci Kuri.
Područje je postalo poprište ratova kada su Rimljani i Parti širili svoja područja djelovanja. Velik dio Albanije se nakratko našao pod dominacijom rimskih legija Pompeja Velikog. Parti su kontrolirali jug Albanije. Do danas je očuvan isklesan natpis na jednoj stijeni, za koji se vjeruje da je najstariji očuvani istočno-rimski natpis, a nalazi se u Gobustanu, jugozapadno od Bakua. Zapis je ostavila XII '"Zgromljena legija" (Legio XII Fulminata), u vrijeme cara Domicijana. Postupno, Kavkaska Albanija dolazi pod kontrolu Parta.
Nakon podjele Albanije između Perzije i Bizanta 387. godine, albanski kraljevi vratili su kontrolu nad provincijama Uti i Artsakh, jer su ih Sasanidski kraljevi nagradili zbog njihove odanosti Perziji.
Srednjovjekovni armenski povjesničari, kao što su Movses Khorenatsi i Movses Kaghankatvatsi pišu da su se Albanci preobratili na kršćanstvo u 4. stoljeću, ponajviše naporima Grgura Prosvjetitelja. Albanski kralj Urnair prihvatio je kršćanstvo, a krstio ga je sam Grgur. Proglasio je kršćanstvo kao službenu religiju svog kraljevstva. No, kršćanstvo se širili Albanijom postupno. Mnogi su ostali štovatelji zoroastrizma, sve do perzijskih osvajanja.

## Srednji vijek
Kad su stupili u kakvasku regiju, muslimanski Arapi porazili su Sasanide i Bizantijce. Arapi su učinili Kavkasku Albaniju vazalnom državom 667. godine, iako su kršćani predvođeni knezom Dževanšir pružali otpor godinama. U 9. i 10. stoljeću Arapi naseljavaju područje između rijeka Kura i Aran. To su bili Arapi iz Basre i Kufe, a naselili su područje koje su autohtoni narodi napustili.

### Seldžuci i države sljednice
██ Muhammad, 622.–632.
██ Rašidunski Kalifat, 632. – 661.
██ Omejidski Kalifat, 661. – 750.
Seldžučko razdoblje azerbajdžanske povijesti možda je i značajnije od arapskog osvajanja, jer je pomoglo oblikovati etnolingvističku nacionalnost modernih azerskih Turaka.
Nakon pada Abasidskog Kalifata, teritorij Azerbajdžana bio je pod utjecajem brojnih dinastija poput iranskih Salarida, Sadžida, Šedadida, Ravadida i Bujida. Međutim, početkom 11. stoljeća teritorij polako osvajaju Oguz Turci, pleme iz Centralne Azije. Prvi od tih turkijskih dinastija bijahu Gaznavidi iz sjevernog Afganistana, koji su zauzeli dio Azerbajdžana 1030. godine. Zatim su uslijedili Seldžuci, zapadni ogranak Oguza, koji su pokorili cijeli Iran i Kavkaz i vršili napade na Irak, gdje su svrgnuli Bujide u Bagdadu 1055. godine. Seldžuci tako postaju vladari ogromnog carstva, koje je uključivalo cijeli Iran i Azerbajdžan, sve do kraja 12. stoljeća. Tijekom vladavine Seldžuka, utjecajni seldžučki vezir Nizam al-Mulk uveo je brojne birokratske i obrazovne reforme. Njegova smrt 1092. godine bila je početak kraja nekad dobro organizirane seldžučke države, a stanje se dodatno pogoršalo nakon smrti sultana Ahmada Sandžara 1153. godine.
Lokalno, seldžučkim posjedima vladali su Atabezi, koji su bili sultanovi tehnički vazali. Naziv atabeg bio je uobičajen tijekom seldžučke vladavine na Bliskom Istoku, s početkom u 12. stoljeću. Pod njihovom vlašću, od kraja 12. do početka 13. stoljeća, Azerbajdžan je važno kulturno središte turkijskih ljudi. Palače atabegova Eldeniza i Širvanšaha ugostile su mnoge značajne ljude toga doba, od kojih su mnogi bili izvrsni muslimanski obrtnici i znanstvenici. Najpoznatiji od tih atabegova bješe Šamsadin Ildeniz.

#### Idliguzidi
Ildiguzidi (perz. ایلدگزیان - Ildegozidi; azer. Eldəgəzlər), poznati i kao atabegovi Azarbajdžana (perz. اتابکان آذربایجان - Atābakān-e Āḏarbāyjān; azer. Azərbaycan Atabəylər Dövləti), bili su pripadnici lokalne dinastije kumanskog (turkijskog) podrijetla. Kao seldžučki vazali od 1135. do 1225. godine vladali su područjima koja obuhvaćaju današnji sjeverozapad Irana (regija Azarbajdžana), gotovo čitav Azerbajdžan i Armeniju, te manje dijelove Turske i Iraka. Njihova dinastija imenovana je prema osnivaču Šamsudinu Ildiguzu čija je moć rasla proporcionalno s decentralizacijom odnosno opadanjem snage Seldžuka. Godine 1209. Ildiguzidi šire politički utjecaj i na ahmadilsku Maragu čime dosežu svoj vrhunac, no petnaestak godina kasnije dinastija se gasi pod navalom Gruzijaca i Horezmijca.
Pod Seldžucima, velik napredak postignut je u različitim znanostima i filozofiji od Iranaca, kao što su Bahmanjar, Khatib Tabrizi, Šihabudin Suhravardi i drugi. Perzijski pjesnici poput Nizamija Gendževija i Hakanija Širvanija, koji su živjeli na ovom području, u svojim djelima sažimaju svu oplemenjenu perzijsku književnost. Pored toga, ova regija doživljava procvat izgradnje jedinstvene arhitekture, koju utjelovljuju bedemi, džamije,  škole, mauzoleji, mostovi Bakua, Gänce i Abšerona, koji su izgrađeni u 12. stoljeću. Godine 1225. Džalaledin Menguberdi i Horezmijsko Carstvo okončavaju vladavinu atabegova.

### Safavidi i uspon Šijita
Safavidi bijahu sufiški vjerski red sa sjedištem u Iranu, koji je osnovao šeik Safadin Ardabili u 1330.-im godinama, po čijem su eponimu i dobili ime.
Safavidi, predvođeni Ismailom I., proširili su svoju bazu u Ardabilu, osvojili su Kavkaz, dijelove Anadolije, Mezopotamije, središnje Azije i zapadne dijelove južne Azije. U istom razdoblju, Ismail pljačka Baku (1501.) i izgoni sunitskog Širvanšaha. Teritorij današnjeg Azerbajdžana, uz Armeniju i Dagestan, osvajaju iranskih Safavidi između 1500. i 1502. godine.
Za vrijeme vladavine Ismaila I. i njegovog sina Tahmaspa, šiitski islam nametnut je nekad sunitskom stanovništvu Irana i Azerbajdžana. Nametanje šiitskog islama posebno je bilo jako u Širvanu, gdje je masakriran velik broj sunitske populacije. U tom razdoblju, Safavidski Iran postaje feudalna teokracija, a šah se smatra božanski određenim biti šef države i religije. Tijekom tog razdoblja, glavari Kizilbaša su imenovani pravnim administratorima s uredima nadležnim za pokrajinske uprave.
Ratovi sa Sunitima Osmanlijskog Carstva nastavljeni su i za vrijeme šaha Tahmaspa. Osmanlije su 1580.-ih godine zauzeli važne safavidske gradove Gäncu, Baku i gradove u Šemahinskom distriktu.
Pod vladavinom šaha Abbasa I. Velikog (1587. – 1630.), monarhija dostiže svoj vrhunac. Poprima izrazito perzijski nacionalni identitet, koji se stapa sa šijitskim islamom. Nastavlja politiku svojih prethodnika i nastoji potpuno integrirati Kavkaz u perzijsko društvo. Vjerski utjecaj Safavida se i dan-danas osjeti u suvremenom Iranu i Azerbajdžanu, jer područje današnjeg Azerbajdžana ima najveći udio šiita u muslimanskom stanovništvu, odmah poslije Irana. To su jedine dvije države gdje su muslimani većinski Šiiti.

### Kanati 18. i 19. stoljeća i prisilno pripajanje Rusiji
Dok je građanski sukob zahvaćao Iran, većinu Azerbajdžana su bilo okupirali Turci (1722. – 1736.) U međuvremenu, za vrijeme vladavine Petra Velikog, primorski pojas duž Kaspijskog jezera, nakratko dolazi pod rusku vlast. Nakon raspada Safavidskog Carstva na vlast dolazi Nadir Šah Afšar (Nadir Guli Bey), iranski vojni stručnjak turkijskog porijekla. On je preoteo kontrolu nad Iranom, 1729. godine zauvijek je protjerao Afganistance i nastavio je dalje s ambicioznim vojnim pohodima, osvajajući područja ka istoku do Delhija, imajući želju osnovati još jedno veliko perzijsko carstvo. Ne jačanje njegove perzijske baze ozbiljno iscrpljuje njegovu vojsku. Nadir je imao efektivnu kontrolu nad šahom Tahmaspom II, a potom je vladao kao regent Abasa III., sve do 1736. godine, kada je i sam okrunjen kao šah. Njegova krunidba održala se u Muganskoj nizini, sadašnjem teritoriju Azerbajdžana. Nader je bio vojni genij. Osvojio je golema područja: Kavkaz, Mezopotamiju, dijelove Anadolije, velike dijelove centralne Azije, a u svom pohodu na Mogulsko Carstvo potpuno je opustošio i opljačkao njihovu prijestolnicu Delhi, te odnio veliko blago sa sobom u Perziju. Ipak, njegovo carstvo je bilo kratkotrajno, ali se svejedno smatra posljednjim velikim vladarom Azije.
Nadir Šah je ubijen 1747. godine,a nakon njegove smrti Perzijsko Carstvo pod vlašću Afšarida se raspada. Nekoliko muslimanskih kanata, koji su ustanovljeni tijekom Safavida i Afšarida, stiču različite oblike neovisnosti. Bivši eunuh Agha Muhammad, kralj Kadžara, mogao se sada okrenuti ka obnovi udaljenih provincija Safaviskog i Afšaridskog Carstva. Vraćajući se u Teheran u proljeće 1795. godine, okupio je snagu od oko 60.000 konjanika i pješaštva, te u mjesecu svibnju (Zu-l-ka'de po islamskom kalendaru), krenuo na Azerbajdžan, s namjerom vratiti svih izgubljenih područja od Osmanlija i Rusa, uključujući i zemlje između rijeka Kure i Arasa, koje je nekad bilo pod iranskom kontrolom. Ovo područje obuhvaćalo je niz nezavisnih kanata, među kojima su najvažniji bili Karabakh s glavnim gradom Šušom, Gandža s glavnim gradom Gäncom, Širvanom preko Kure s glavnim gradom Šamahijem, te na sjeverozapadu kršćanska Gruzija (Gurdžistan) s glavnim gradom Tbilisijem, te preostali pod nominalnom perzijskom vlašću. Kanati su neprestalno sudjelovali u međusobnim borbama, ali su im prijetile i opasnosti izvana. Najmoćniji među sjevernim kanovima bijaše Fateh Ali-šah Kadžar (umro 1783.), koji je uspio ujediniti većinu susjednih kanata pod njegovu vlast.

### Prijelaz od iranske do ruske vladavine
Nakon što je poraženo od Rusije, Kadžarsko Carstvo bilo je prisiljeno potpisati mirovni ugovor u Gulistanu 1813. godine, kojim je priznalo gubitak Dagestana, Gruzije i većinu teritorija Azerbajdžana u korist Rusije. Lokalni kanati su ili ukinuti ili su se našli pod ruskim patronatom. Još jedan rusko-perzijski rat doveo je do još jednog teškog sloma iranske vojske. Nakog ugovora iz Turkmandžaja, Rusima pripadaji i preostala kavkaska područja: Nahičevan, Tališki kanat i današnja Armenija. Tim ugovorom su uspostavljene današnje granice Armenije i Irana, te je područje današnjeg Azerbajdžana kreirano od integralnih dijelova Irana koje je Rusija uzela tijekom 19. stoljeća. Područje sjeverno od rijetke Aras, među kojima je i teritorij današnjeg Azerbajdžana, bio je iranski teritorij koji su Rusi zauzeli u 19. stoljeću.
Kao direktan rezultat ruske aneksije iranskog teritorija koji uključuje današnju Republiku Azerbajdžan, nastala je podjela azerbajdžanskog naroda između Azerbajdžana i Irana. Ruska osvajanja koja su uslijedila nakon toga, dovela su su do progona muslimana do novouspostavljene granice Irana, a koji je uključivao mnoge Azere sjeverno od rijeke Aras. Od početka ruske administracije, car se nije značajno miješao u lokalne poslove i migracije kršćana u Azerbajdžanu bile su minimalne. Kao rezultat katastrofalnog potresa 1858. godine, glavni grad istočne provincije je prebačen iz Šamahija u Baku, koji postaje sve značajniji u to vrijeme.
Nakon što se Rusija uključila u Prvi svjetski rat, ponovno su porasle socijalne i ekonomske napetosti. Ruska revolucija 1917. godine, u konačnici je dovela do dodjele prava lokalnom stanovništvu na teritorij koji danas predstavlja Azerbajdžan, ali je ta autonomija dovela i do etničkih sukoba između Azera i Armenaca.

## Azerbajdžanska Demokratska Republika
Azerbajdžanska Demokratska Republika (azer. Azərbaycan Demokratik Respublikası) bila je treća po redu demokratska država turkijskih naroda i islamskog svijeta, poslije Krimske Narodne Republike. Osnovalo ju je Azerbajdžansko Nacionalno vijeće u Tbilisiju 28. svibnja 1918. godine nakon kolapsa Ruskog Carstva. Utvrđene granice su bile s Rusijom na sjeveru, Demokratskom Republikom Gruzijom na sjeverozapadu, prvom armenskom republikom na zapadu, i Iranom na jugu. Imala je nepuna 3 milijuna stanovnika.  Privremeni glavni grad mu je bio Gäncä, jer je Baku bio pod kontrolom Boljševika. 
U ADR-u, parlament je bio najviši organ vlasti, a pod se nalazilo Vijeće ministara. Fetali Han Hojski je bio prvi premijer. Osim većine, koju su činili Musavati, Liberali (Ahrar), Radikali (Ittihad), te muslimanski socijal-demokrati (Hummet), u parlamentu je bilo i predstavnika Armenaca (21 od 120 mjesta), Rusa, Poljaka, Židova i Nijemaca. Neki od njih su podupirali i pan-islamske i pan-turske ideje.  Među važnijim odlukama koje je donio Parlament ADR-a bilo je davanje ženama prava glasa (kao prva islamska država u svijetu koja je to učinila), te osnivanje Državnog Sveučilišta u Bakuu, prvo sveučilište modernog tipa osnovanog u Azerbajdžanu.

## Azerbajdžanska Sovjetska Socijalistička Republika
Azerbajdžanska Sovjetska Socijalistička Republika (azer. Azərbaycan Sovet Sosialist Respublikası) je bila jedna od konstitutivnih republika Sovjetskog Saveza. Ustanovljena je 28. travnja 1920. godine, nakon predaje Vlade ADR lokalnim Boljševicima na čelu s Mirzom Davudom i Narimanom Narimanovim i invazije boljševičke 11. armije.  13. listopada 1921. godine, sovjetske republike Rusija, Armenija, Azerbajdžan i Gruzija potpisale su sporazum s Turskom poznat kao i Ugovor iz Karsa.  Prethodno neovisna Republika Nahčivan bi po tom ugovoru postala samostalna ASSR u sklopu Azerbajdžana. Granice Azerbajdžana i Armenije, kao i drugdje u SSSR-u, bili su revidirane nekoliko puta, ali niti jedna strana nije u potpunosti bila zadovoljna s rezultatima. Od 1922. do 1936. godine, s Armenskom i Gruzijskom SSR činila je Zakavkasku SFSR. Ustav Azerbajdžana usvojen je na 9. sveazerbajdžanskom kongresu sovjeta 14. ožujka 1937. godine. Dana 19. studenog 1990. godine, Azerbajdžanska SSR je preimenovana u Republiku Azerbajdžan, i pod tim imenom je još godinu dana bila dio SSSR-a. Taj Ustav Azerbajdžana prestaje važiti donošenjem novog Ustava 1995. godine.

### Zakavkaska SFSR
Zakavkaska Socijalistička Federativna Sovjetska Republika (rus.: Закавказская Советская Федеративная Социалистическая Республика, ZSFRA) je bila jedna od kratkotrajnih republika Saveza Sovjetskih Socijalističkih Republika koja je postojala od 1922. do 1936. Bila je sastavljena od tri sovjetske republike, Gruzije, Armenije i Azerbajdžana. Ova federacija je u Sovjetskim Savezu bila poznata kao Transkavkaska republika. Glavni grad republike je bio Tbilisi.
Ta republika ima svoje korijene u revolucionarnim događajima kada se raspadalo Rusko Carstvo nakon Februarske revolucije 1917. Tada su se bivše carske gubernije u Zakavkazju odcijepile i osnovale Zakavkasku Demokratsku Federativnu Republiku. Sukobljeni nacionalni interesi i rat s Osmanskim Carstvom doveli su do raspada te federacije pola godine kasnije, u travnju 1918. Sljedećih godina, sve tri konstituitivne republike te bivše federacije, osnovale su vlastite države i međusobno zaratile, uz građanski rat u vlastitim državama, u koji je bila uključena i Crvena armija, koja je nakraju pobijedila, pa su one postale sovjetske republike. U ožujku 1922. godine, to područje je ponovno ujedinjeno kao Federacija sovjetskih republika. Nakon osnivanja Sovjetskog Saveza reorganizirana je u jednu republiku prosinca te godine.
Zakavkaska SFSR rasformirana je 1936., a njene konstitutivne jedinice postale su; Gruzijska SSR, Armenska SSR i Azerbajdžanska SSR.
Važan događaj za Azere u Azerbajdžanskoj SSR bila je sovjetska okupacija sjevernog Irana, također pretežito naseljenog Azerima. Ovo je za posljedicu imalo rast pan-azerbajdžanskog nacionalizma, oživljavanje azerskog jezika, koji je do tada bio potiskivan od perzijskog jezika. U studenom 1945. godine, u Tabrizu je pod sovjetskim pokroviteljstvom osnovana Narodna vlada Azerbajdžana, pod vodstvom Džafara Piševarija.
Među Azerima je vladalo uvjerenje da će se dva Azerbajdžana uskoro ujediniti, ali se pod pritiskom Zapadnih sila Crvena armija moralapovući iz sjevernog Irana. Iranska vlada je uspostavila vladu nad iranskim Azerbajdžanom do kraja 1946. godine, a članovi Narodne vlade sklonili su se u Azerbajdžansku SSR.
Od 1950-ih godina, u Azerbajdžanskoj SSR došlo je do ubrzane urbanizacije i industrijalizacije. Međutim, od 1960-ih opala je važnost azerbajdžanske naftne industrije, djelomice zbog intenzivnije prerade nafte u ostalim područjima Sovjetskog Saveza. Još jedan od problema bio je rast napetosti između Armenaca i Azera oko Gorskog Karabaha. Moskva je zbog toga na čelo Azerbajdžanske KP 1969. godine postavila Hejdara Alijeva. Alijev je bio uspješan u poboljšanju gospodarskih odnosa između Azera i Armenaca. Nakon pokretanja Perestrojke, Alijev se protivio Gorbačovljevim reformama, nakon čega ga je ovaj prisilnoumirovio.
Etničke napetosti potakle su osnivanje brojnih oporbenih organizacija, od kojih je najznačajnija bila Narodni Front Azerbajdžana. Međutim, u organizaciji je kraja 1989. godine došlo do raskola između modernista i konzervativnih islamista. Raskol je uzrokovao nasilje usmjereno protiv Armenaca, zbog čega je Sovjetska armija upućena smiriti stanje. Nemiri su kulminirali nakon što su sovjetski vojnici u suzbijanju nereda ubili 132 demonstranta u Bakuu, 20. siječnja 1990. godine.
Azerbajdžan je usvojio deklaraciju o neovisnosti 30. kolovoza 1991. godine, a nakon raspada Sovjetskog Saveza 25. prosinca, pristupio je Zajednici nezavisnih država.

## Postsovjetsko razdoblje
8. rujna 1991. godine, na prvim svenarodnim predsjedničkim izborima u Azerbajdžanu, jedini kandidat je bio Ayaz Mutalibov. Iako, prema međunarodnim standardima, izbori nisu bili fer, a niti slobodni, Mutalibov je formalno postao predsjednik Azerbajdžana. Usvajanjem deklaracije o neovisnosti od strane Vrhovnog vijeća Azerbajdžanske SSR, dana 18. listopada 1991. godine, uslijedio je raspad azerbajdžanske Komunističke partije. Ta deklaracija odobrena je od strane azerbajdžanskih birača u prosincu iste godine, pa Azerbajdžan prekida sve državno-pravne veze s SSSR-om, a među prvima ga priznaju Turska, Izrael, Rumunjska,  Pakistan i SAD. U međuvremenu, sukob u Gorskom Karabahu se nastavlja. Armensko vodstvo je početkom 1992. godine proglasilo samostalnost te odmetnute pokrajine, pa dolazi do većih sukoba,  u kojima Armencima pomaže i ruska vojska. Veliki zločini su počinjeni na obje strane. 25. veljače 1992. počinjen je Masakr u Hodžaliju nad azerskim stanovništvom. Mutalibov je bio prisiljen podnijeti ostavku Narodnoj skupštini Azerbajdžana, pod pritiskom Azerbajdžanskog narodnog fronta.
Mutalibovljev neuspjeh da stvori jaku vojsku, doveo je i do pada njegove vlade. 6. svibnja i posljednji grad u Nagorno Karabahu, Šuša, pao je u armenske ruke. Vrhovno vijeće Azerbajdžana je privremeno vratilo Mutalibova na funkciju predsjednika, 15. svibnja, ali ga oružane snage, predvođene Azerbajdžanskom narodnom frontom svrgavaju, te on odlazi za Moskvu. Formirana je nova narodna skupšita sastavljena u jednakom dijelu od bivših komunista i članova Narodne fronte. Isa Garman je izabran je predsjednika Skupštine dok se nisu održali nacionalni izbori 17. lipnja iste godine. Kandidat bivših komunista na nacionalnim izborima ne uspjeva biti izabran za predsjednika, pa je Ebulfez Elčibej, vođa Narodne fronte, izabran s preko 60% glasova. Njegov program je obuhvaćao protivnljenje članstvu Azerbajdžana u Zajednici neovisnih država, kao i želju za tješnjim odnosima s Turskom i proširenim vezama s iranskim Azerima.
Hejdar Alijev, kome je bilo onemogućeno kandidiranje na predsjedničkim izborima zbog dobne granice od 65 godina, radio je u to vrijeme dobar posao u Nahičevanu (Babeku). Morao se izboriti s armenskom blokadom te regije. Zauzvrat, blokiran je željeznički promet iz Armenije i u Armeniju, pa su prekinute mnoge kopnene veze s vanjskim svijetom, što je dovelo do niza negativnih ekonomskih učinaka i pokazalo međuovisnost kavkaskih naroda. Godinu dana nakon što je izabran, Elčibej se suočio s istom situacijom kao i Mutalibov. Borbe u Gorskom Karabahu su se okrenule na stranu Armenaca, koje su oduzele oko petinu podrzučja Azerbajdžanu, a što je dovelo i do milijun raseljenih osoba. Početkom lipnja 1993. godine, izbila je vojna pobina protiv Elčibeja, a predvodio ju je pukovnik Surat Huseinov. Vodstvo Narodnog fronta ostalo je bez političke podrške, kao rezultat ratnih neuspjeha i pogoršanja ekonomske situacije. To je iskoristio Alijev koji je uzeo uzde vlasti u svoje ruke, učvrstio svoju poziciju i lišio Elčibeja funkcije u kolovozu iste godine.
3. listopada 1993. godine održani su ponovno predsjednički izbori i Alijev je nadmoćno pobijedio. Do ožujka 1994. godine Alijev je bio u mogućnosti riješiti se političkih protivnika, uključujući i Surata Huseinova, koji je uhićen zajedno s drugim političkim neistomišljenicima. Godine 1195. bivša vojna policija optužena je za planiranje državnog udara, pa je rasformirana. Povezivani su s desnim krilom turskih nacionalista. Kanije, 1996. godine Resul Kulijev, bivši predsjednik parlamenta, samoinicijativno je otišao u izgnanstvo. Tako je do kraja 1996. godine apsolutna vladarska moć predsjednika Alijeva bila neupitna. Kao rezultat ograničene reforme i potpisivanja takozvanog "Ugovora stoljeća", u listopadu 1994. godine, koji je doveo do povećanja izvoza nafte na zapadna tržišta, gospodarstvo se naglo uzdignulo. Međutim, ekstremne razine korupcije i nepotizma u državnom sustavu koje je omogućio Alijev, spriječile su daljnji razvoj Azerbajdžana, osobice u ne-naftnom sektoru.
U listopadu 1998. godine, Alijev je po drugi puta izabran za predsjednika Azerbajdžana. Oslabljena oporba ga je optuživala za prijevaru, ali to nije naišlo na široku međunarodnu osudu. Njegov drugi mandat obilježen je ograničavanim reformama i povećanjem izvoza nafte. Početkom 1999. godine, otkrivena su nova velika plinskapolja, pa je Azerbajdžan potencijalno postao veliki izvoznik plina. Pokrenuti su radovi na dugo očekivanom naftovodu Baku-Tbilisi-Čejhan i plinovodu Baku-Tbilisi-Erzerum. Naftovod je dovršen 2005. godine, a plinovod godinu poslije.
U travnju 2003. godine, Hejdar Alijev se razbolio, pa je premješten u Sjedinjene države na liječenje, gdje je i umro 12. prosinca iste godine. Nakon njegove smrti provedeni su još jedni kontroverzni izbori, na kojima je pobijedio njegov sin, Ilham Alijev. Izbore su karakterizirala brojna nasilja i kritike stranih promatrača. Također je povijedio i na drugim izborima, održanim 2008. godine, na kojima je odnio 87% glasova, jer su opozicijske stranke bojkotirale izbore. Na ustavnom referendumu 2009. godine ukinuta su ograničenja u broju mandata za predsjednika, a ograničena je sloboda tiska.

## Vanjske poveznice
- Timeline starting in 1828 s BBC News
- A Country Study: Azerbaijan Ožujak 1994, Izvješće U.S. Library of Congressa
- History of Azerbaijan: Primarni dokumenti
- List of rulers Popis vladara s Rulers.org
- Gasimov, Zaur:"A Short Sketch of One Century of Azerbaijani Historical Writing" na Caucasus Analytical Digest No. 8
- Povijest Azerbajdžana 1. dio (na ruskom jeziku)
- Povijest Azerbajdžana 2. dio (na ruskom jeziku)
- Povijest Azerbajdžana 3. dio (na ruskom jeziku)